# پاسخ‌دهی
پاسخ‌دهی (به انگلیسی: Responsivity)، بهره ورودی-خروجی یک سامانه آشکارساز را اندازه‌گیری می‌کند. در مورد خاص یک آشکارساز نوری، خروجی الکتریکی را بر ورودی نوری اندازه‌گیری می‌کند.
پاسخ‌دهی یک آشکارساز نوری معمولاً برحسب واحد آمپر یا ولت بر واتِ توان تابشی فرودی بیان می‌شود. برای سامانه‌ای که به صورت خطی به ورودی خود پاسخ می‌دهد، پاسخ‌دهی منحصر به فردی وجود دارد. برای سامانه‌های غیرخطی، پاسخگویی شیب محلی آن است. بسیاری از آشکارسازهای نوری معمولی به‌صورت خطی به‌عنوان تابعی از توان فرودی پاسخ می‌دهند.
پاسخ‌دهی تابعی از طول موج تابشی فرودی و ویژگی‌های حسگر است، مانند شکاف‌باند ماده‌ای که آشکارسازنوری از آن ساخته‌شده‌است. یک عبارت ساده برای پاسخ‌دهی R یک آشکارساز نوری که در آن یک سیگنال نوری به جریان الکتریکی (معروف به جریان نوری) تبدیل می‌شود، این است:
{\displaystyle R=\eta {\frac {q}{hf}}\approx \eta {\frac {\lambda _{(\mu m)}}{1.23985(\mu m\times W/A)}}}
در این‌جا {\displaystyle \eta } بازدهی کوانتومی (بازدهی تبدیل فوتون به الکترون) آشکارساز برای یک طول‌موج معین است، {\displaystyle q} بار الکترون است ، {\displaystyle f} فرکانس سیگنال نوری است و {\displaystyle h} ثابت پلانک است. این عبارت نیز برحسب {\displaystyle \lambda }، طول موج سیگنال نوری نیز داده می‌شود و دارای واحد آمپر بر وات (A/W) است.
اصطلاح پاسخ‌دهی همچنین برای خلاصه‌کردن رابطه ورودی-خروجی در سامانه‌های غیرالکتریکی استفاده می‌شود. به عنوان مثال، یک عصب‌شناس ممکن است نحوه واکنش نورون‌های مسیر بینایی به نور را اندازه‌گیری کند. در این مورد، پاسخ‌دهی تغییر در پاسخ عصبی در واحد قدرت سیگنال را خلاصه می‌کند. پاسخ‌دهی در این کاربردها می‌تواند واحدهای مختلفی داشته باشد. قدرت سیگنال معمولاً با تغییر شدت (تابع شدت-پاسخ) یا کنتراست (تابع کنتراست-پاسخ) کنترل می‌شود. اندازه‌گیری پاسخ عصبی به بخشی از سامانه عصبی مورد مطالعه بستگی دارد. به عنوان مثال، در سطح مخروط‌های شبکیه، پاسخ ممکن است در جریان نوری باشد. در سامانه عصبی مرکزی پاسخ معمولاً اسپایک بر ثانیه است. در تصویربرداری عصبی عملکردی، معیار پاسخ معمولاً کنتراست BOLD است. واحدهای پاسخ‌دهیی محرک و واحدهای فیزیولوژیکی مربوطه را بازتاب می‌کنند.
هنگام توصیف یک تقویت‌کننده، اصطلاح رایج‌تر بهره است.
حساسیت مترادف منسوخ‌شده است. حساسیت یک سامانه معکوس سطح محرک مورد نیاز برای ایجاد یک پاسخ آستانه است، با آستانه‌ای که معمولاً درست بالاتر از سطح نویز انتخاب می‌شود.